# Ramiro Martínez
Ramiro Martínez (Mar del Plata, 18 de abril de 1991) es un futbolista argentino. Juega de arquero y su equipo actual es el Club Almirante Brown del Primera B Nacional.

## Trayectoria
Realizó las divisiones inferiores en Boca Juniors. En 2011 participó de la Copa Libertadores Sub-20, torneo en el cual el equipo resultó subcampeón. Sin embargo, Martínez fue elegido como el mejor arquero del torneo. En 2012 fue llevado a la primera de Boca, aunque no disputó ningún partido oficial. A mediados de 2013 arribó a Estudiantes de Buenos Aires para tener mayor continuidad. En 2016, finalizó el préstamo y volvió a Boca Juniors, club con el que realizó la pretemporada al ser convocado por el entrenador, Rodolfo Arruabarrena.
En junio de 2018 en busca de sumar minutos rescindió su contrato con el club mendocino. A comienzos de 2019, llegó al Club Almirante Brown para jugar la segunda parte del Campeonato de Primera B 2018-19 salió campeón con almirante brown y fue el arquero del campeonato con menos goles en contra.
En 2020 ascenso a la b nacional  con almirante brown

## Clubes
| Club             | País      | Año           | Partidos |
| ---------------- | --------- | ------------- | -------- |
| Boca Juniors     | Argentina | 2012-2013     | 0        |
| Estudiantes (BA) | Argentina | 2013-2015     | 46       |
| Boca Juniors     | Argentina | 2016-2017     | 0        |
| Godoy Cruz       | Argentina | 2017-2018     | 0        |
| Almirante Brown  | Argentina | 2019-presente | 209      |

## Palmarés

### Campeonatos nacionales
| Título           | Equipo       | País      | Año  |
| ---------------- | ------------ | --------- | ---- |
| Copa Argentina   | Boca Juniors | Argentina | 2012 |
| Primera División | Boca Juniors | Argentina | 2017 |

### Distinciones individuales
| Distinción                                   | Año  |
| -------------------------------------------- | ---- |
| Mejor portero de la Copa Libertadores Sub-20 | 2011 |